# ソフィア (パチンコ)
株式会社ソフィア（英: Sophia Co.,Ltd.）は、群馬県桐生市に本社を置くパチンコメーカー。円谷フィールズホールディングス株式会社の完全子会社。

## 概要
「西陣」ブランドのパチンコ機で知られる。鉄工所としてパチンコ製造を始め、後に専業となる。現在ではパチンコ・パチスロ機の他に補給システムなど周辺機器の製造も行っている。
2023年の西陣の廃業後は「西陣」ブランドの機種の修理・メンテナンスを担当する一方、円谷フィールズホールディングスの子会社として引き続き遊技機の製造を行う。
なお、所属社員が本名ではなく、仕事用の変名を持っており、社内や営業活動などは変名で行うことでも有名（名刺にも変名が表記されている）。

## 沿革
- 1951年（昭和26年）- 有限会社清水鋳工所（桐生市三吉町）でパチンコ機の本格的な製造を開始する[2]。「西陣」ブランドでのパチンコ製造を開始。
- 1960年（昭和35年）
  - 3月 - 株式会社西陣（千代田区平河町）を設立[2]。
  - 12月 - 販売部門を西陣、製造部門を有限会社ソフィア（桐生市境野町）として分社[2]。
- 1967年（昭和47年）- 株式会社ソフィアに組織変更[2]。
- 2001年（平成13年）- 株式会社ジョイコシステムズ[注釈 1]の設立に出資[3]。
- 2023年（令和5年）- 西陣が廃業[4]。
- 2024年（令和6年）
  - 3月25日 - 円谷フィールズホールディングスが株式を取得し、同社の連結子会社となる[5]。
  - 9月18日 - 円谷フィールズホールディングスが株式を追加取得し、同社の完全子会社となる[6]。

## パチンコ機種一覧
※円谷フィールズホールディングス傘下入り以降。
- 2025年4月 - Pモモキュンソード 速撃3000+ [7]